# Фёрстер, Фридрих Вильгельм
Фридрих Вильгельм Фёрстер (нем. Friedrich Wilhelm Foerster; 2 июня 1869, Берлин, Пруссия, — 9 января 1966, Кильхберг (Цюрих), Швейцария) — немецкий философ, педагог и пацифист.

## Биография
Был сыном астронома Вильгельма Юлиуса Фёрстера, директора Берлинской обсерватории и профессора Берлинского университета. Одним из его младших братьев был известный садовод Карл Фёрстер, другим — конструктор судов и начальник отдела судостроения компании HAPAG доктор Эрнст Фёрстер.
Изучал философию, экономику, этику и общественные науки во Фрайбурге и Берлине. В 1893 году написал докторскую диссертацию «Ход развития этики Канта до „Критики чистого разума“».
В 1898 году прошёл хабилитацию в Цюрихском университете с работой «Свобода воли и моральная ответственность. Социально-психологическое исследование» и занял место приват-доцента философии и моральной педагогики одновременно в университете и Швейцарской высшей технической школе Цюриха.
В 1913—1914 годах был экстраординарным профессором в Венском университете. В 1914 году получил место ординарного профессора в мюнхенском университете Людвига-Максимилиана, где преподавал педагогику и философию.
Фёрстер придерживался пацифизма, ориентированного на принципы международного права, выдвинутые Вудро Вильсоном, и на федерализм, основанный на идеях немецкого философа Константина Франца. Он скептически смотрел на немецкую политику во время Первой мировой войны — в первую очередь на милитаристскую позицию правящих кругов Германии, составляя редкое исключение в стране. В силу этого, а также из-за своих политических и этических взглядов он постоянно подвергался нападкам со стороны националистов. Когда он осмелился критиковать политику Бисмарка, это вызвало скандал в университете, и Фёрстер был вынужден взять отпуск на два семестра. Это время он провёл в Швейцарии, где углублённо изучал вопрос о причинах войны. Фёрстер был убеждён, что не последнюю роль в этом сыграл отказ Германии от договорённостей, достигнутых на Гаагской мирной конференции 1907 года, который в итоге обернулся её международной изоляцией. По возвращении Фёрстера из Швейцарии в 1917 году он выпустил несколько публикаций, где возложил ответственность за развязывание войны на правящие круги Германии и прежде всего Генеральный штаб. С этого момента националистические организации рассматривали Фёрстера как главного врага. В 1920 году Фёрстер опубликовал книгу Mein Kampf gegen das militaristische und nationalistische Deutschland («Моя борьба против милитаристской и националистической Германии»), после чего правые радикалы начали угрожать ему смертью. В 1922 году, после убийств Маттиаса Эрцбергера и Вальтера Ратенау, Фёрстер стал получать предупреждения об опасности, в связи с чем уволился из университета и уехал в Швейцарию. В 1926 году он переехал во Францию. Продолжая критиковать националистические круги, а позднее и крепнущий нацизм, Фёрстер стал главным интеллектуальным врагом нацистов.
После прихода нацистов к власти в 1933 году книги Фёрстера оказались в числе подлежащих сожжению 10 мая, и третья «огненная речовка» была посвящена лично ему: «Возвысим голос против уклонистов и политических предателей, отдадим все силы народу и государству! Я предаю огню сочинения Фридриха Вильгельма Фёрстера». В своей работе Die tödliche Krankheit des deutschen Volkes («Смертельная болезнь немецкого народа»), опубликованной в Швейцарии и Франции, он настойчиво предупреждал об опасности нацистского режима.
23 августа Фёрстер был включён в первый список лишённых гражданства Третьего рейха. Однако ему предоставила гражданство Франция, в которой Фёрстер пользовался благорасположением.
В 1937 году Фёрстер выпустил в Люцерне на немецком языке книгу Europa und die Deutsche Frage («Европа и германский вопрос»), позднее частично переведённую на другие языки, где предупреждал соседей Германии о её агрессивных намерениях. 11 августа 1938 года, за несколько недель до Мюнхенского соглашения, он потребовал в открытом письме к лидеру Судето-немецкой партии Конраду Генлейну отмежеваться от Гитлера, чтобы не сделать 800-летнюю историю судетских немцев разменной монетой и предотвратить смертельную опасность для немецкого народа.

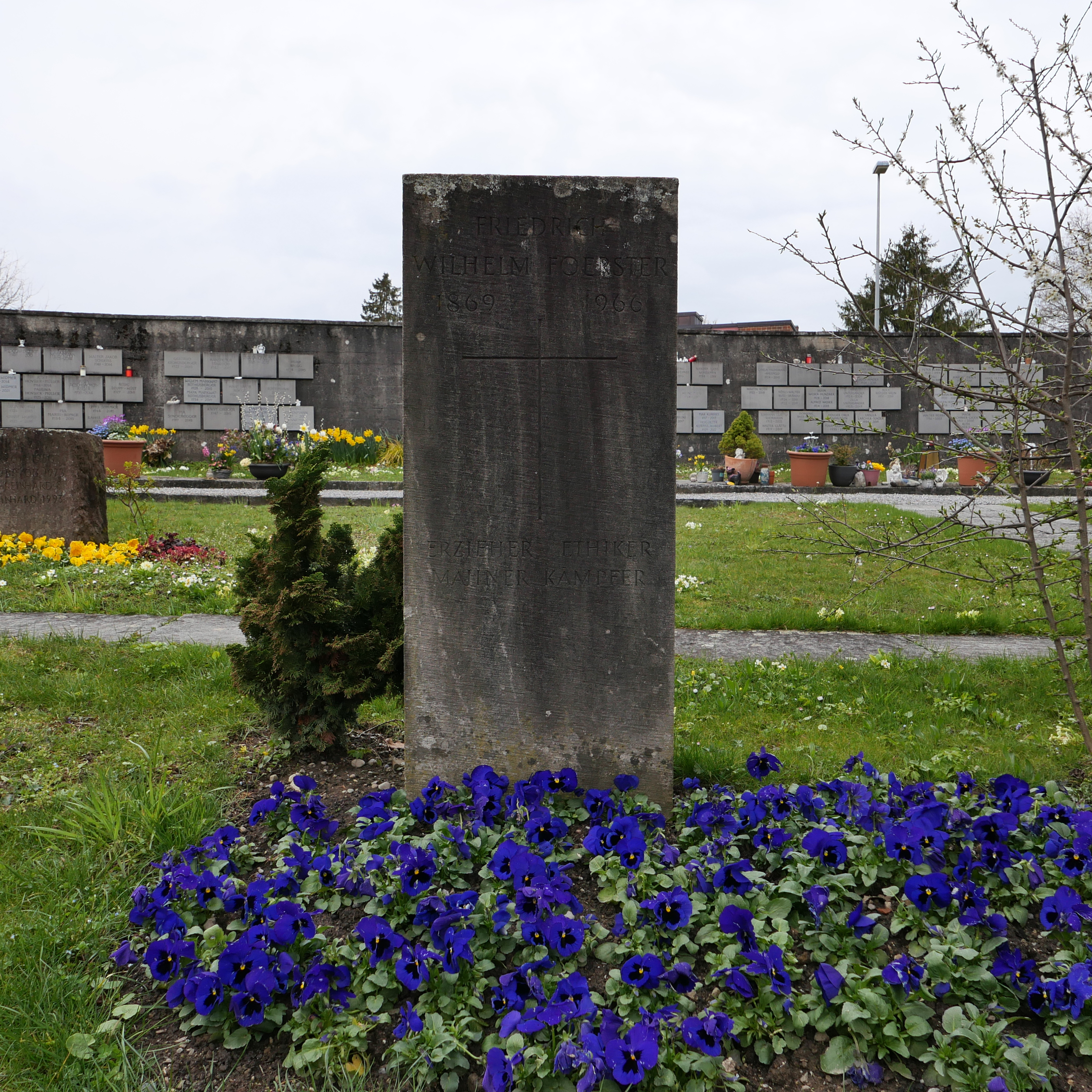
Могила Фридриха Вильгельма Ферстера на кладбище Кильхберг. На надгробии есть надпись «Erzieher Ethiker Mahner Kämpfer» («Воспитатель, этик, увещеватель, борец»).

Сразу же после оккупации Франции немецкими войсками в 1940 году Фёрстера начало разыскивать гестапо. Фёрстер, который из предосторожности жил на границе со Швейцарией, бежал через неё, но швейцарские власти отправили Фёрстера назад, хотя он много лет работал в стране на государственной службе. Они даже усомнились в законности его французского гражданства и заявили, что он все ещё является немецким подданным. Однако Фёрстеру улыбнулась удача, и он смог перебраться в Португалию, откуда выехал в США и поселился в Нью-Йорке.
В 1946 году обратили на себя внимание статьи Фёрстера в газете Neue Zürcher Zeitung, где он предупреждал об «опруссачивании мира», которое может произойти, если немцы, пусть и осознав свою ужасную вину, не искупят её внесением конструктивного вклада в «новое освящение высших ценностей человечества». В 1953 году он опубликовал свои мемуары Erlebte Weltgeschichte. 1869—1953.
В 1963 году Фёрстер вернулся в Швейцарию, обосновавшись в Кильхберге близ Цюриха и проведя свои последние годы в санатории.
В своих работах Фёрстер затрагивал этические, политические, социальные, религиозные и сексуальные темы, требуя реформ образования на основе христианства и этики. Специальное образование имело в его концепции второстепенное значение, как в политической педагогике, так и в половом воспитании. Конечной целью воспитания он видел формирование характера и воли, а также пробуждение совести.

## Избранные сочинения
- Schule und Charakter: Beiträge zur Pädagogik des Gehorsams und zur Reform der Schuldisziplin. — Zürich: Schultheß, 1907.
- Christentum und Klassenkampf. Sozialethische und sozialpädagogische Betrachtungen. — Zürich: Schultheß, 1909.
- Lebensführung. — Berlin: G. Reimer, 1913.
- Das österreichische Problem. Vom ethischen und staatspädagogischen Standpunkte. — 1. Auflage, 1914. (2. Auflage, mit Antwort an die Kritiker, Wien, 1916).
- Weltpolitik und Weltgewissen. — München: Verlag für Kulturpolitik, 1919.
- Politische Ethik und politische Pädagogik. — München 1920. — 4., stark erweiterte Auflage der «Staatsbürgerlichen Erziehung».
- Mein Kampf gegen das militaristische und nationalistische Deutschland. — Stuttgart: Verlag Friede durch Recht, 1920.
- Christentum und Pädagogik. — München: Reinhardt, 1920.
- Europa und die deutsche Frage: eine Deutung und ein Ausblick. — Luzern: Vita-Nova-Verlag, 1937.
- Sexualethik und Sexualpädagogik. — Recklinghausen: Paulus Verl., 1952. — 6., neubearb. u. erw. Aufl.
- Erlebte Weltgeschichte 1869—1953. Memoiren. — Nürnberg: Glock und Lutz, 1953.
- Angewandte Religion oder Christsein inmitten der gegenwärtigen Welt. — Freiburg: Herder Verlag, 1961.
- Staatsmänner, Bischöfe und sonstige Strategen. — Herford/Bonn: Mittler Verlag, 1984. — ISBN 3-8132-0188-0.

### Издания на русском языке
- Школа и характер: Заметки по педагогике послушания и по реформе школьной дисциплины д-ра Фр. В. Фёрстера, приват-доцента философии и морал. педагогики в Цюрих. ун-те… — М.: К. Тихомиров, 1910.
- Школа и характер: Морал.-пед. пробл. шк. жизни. — СПб.: газ. «Школа и жизнь», 1914 (обл. 1915).
- Образ жизни, который мы выбираем. — М.: Райхль, 2010. — ISBN 978-3-87667-401-8.